# Paix de Buczacz

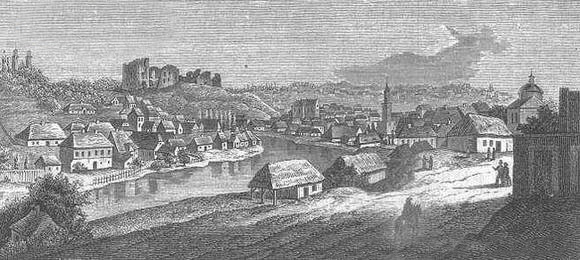
Ville et château de Boutchatch vers 1860.

La paix de Buczacz, qui marque un intermède dans la guerre russo-turque de 1676-1681, fut signée le 18 octobre 1672 à Buczacz (en ukrainien : Boutchatch) entre l'Union de Pologne-Lituanie et l'Empire ottoman. Le roi Michel Wiśniowiecki, incapable de combattre les armées turques et tatares commandées par le grand vizir Fazıl Ahmet Köprülü, dut leur abandonner un territoire devenu le pachalik de Podolie et leur promettre un tribut annuel de 22 000 thalers. Mais la Diète polono-lituanienne rejeta ce traité et la guerre reprit sous le commandement du futur roi Jean Sobieski. Elle s'acheva en 1676 par le traité de Jouravno.